# St Martin-in-the-Fields

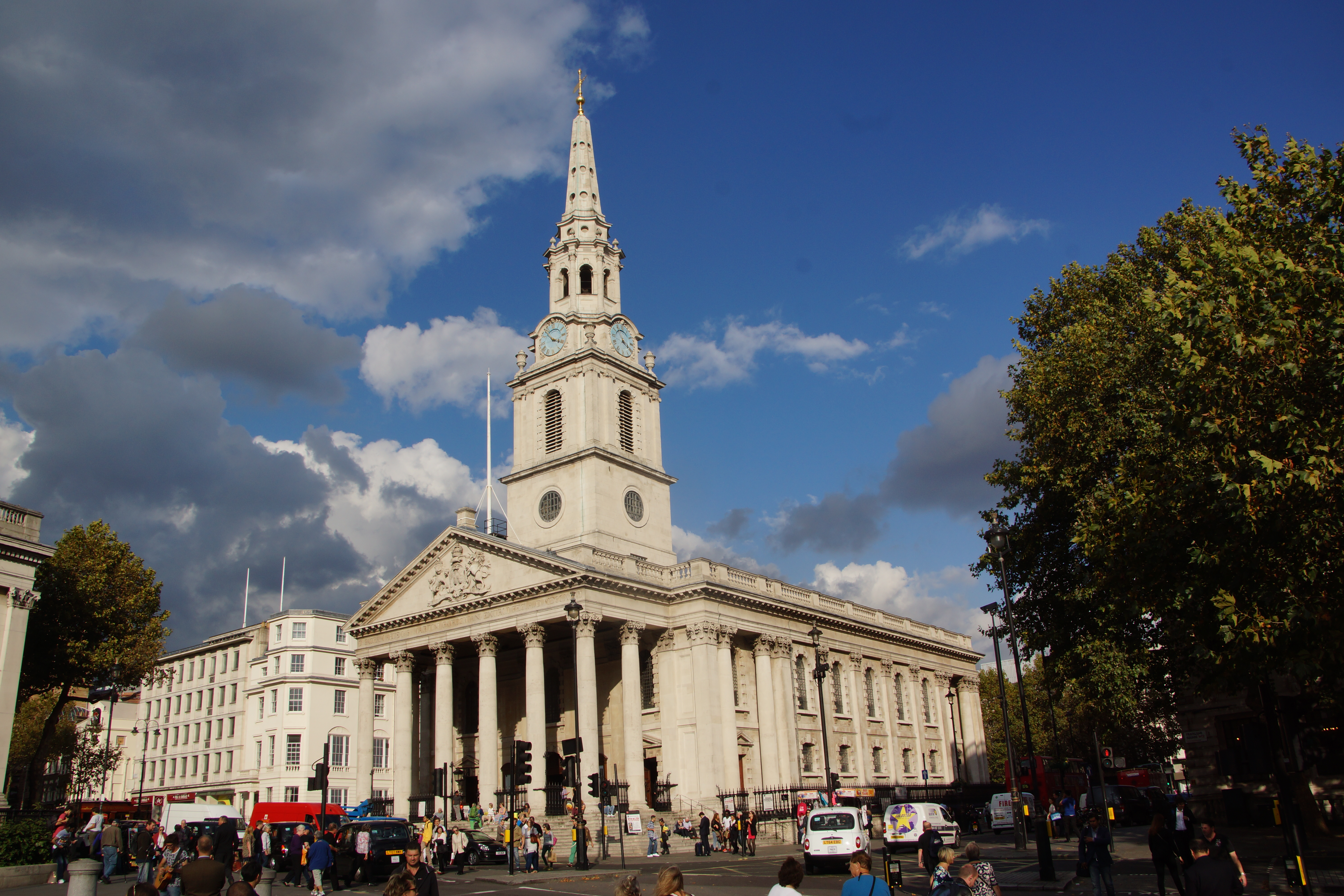
St Martin-in-the-Fields in London

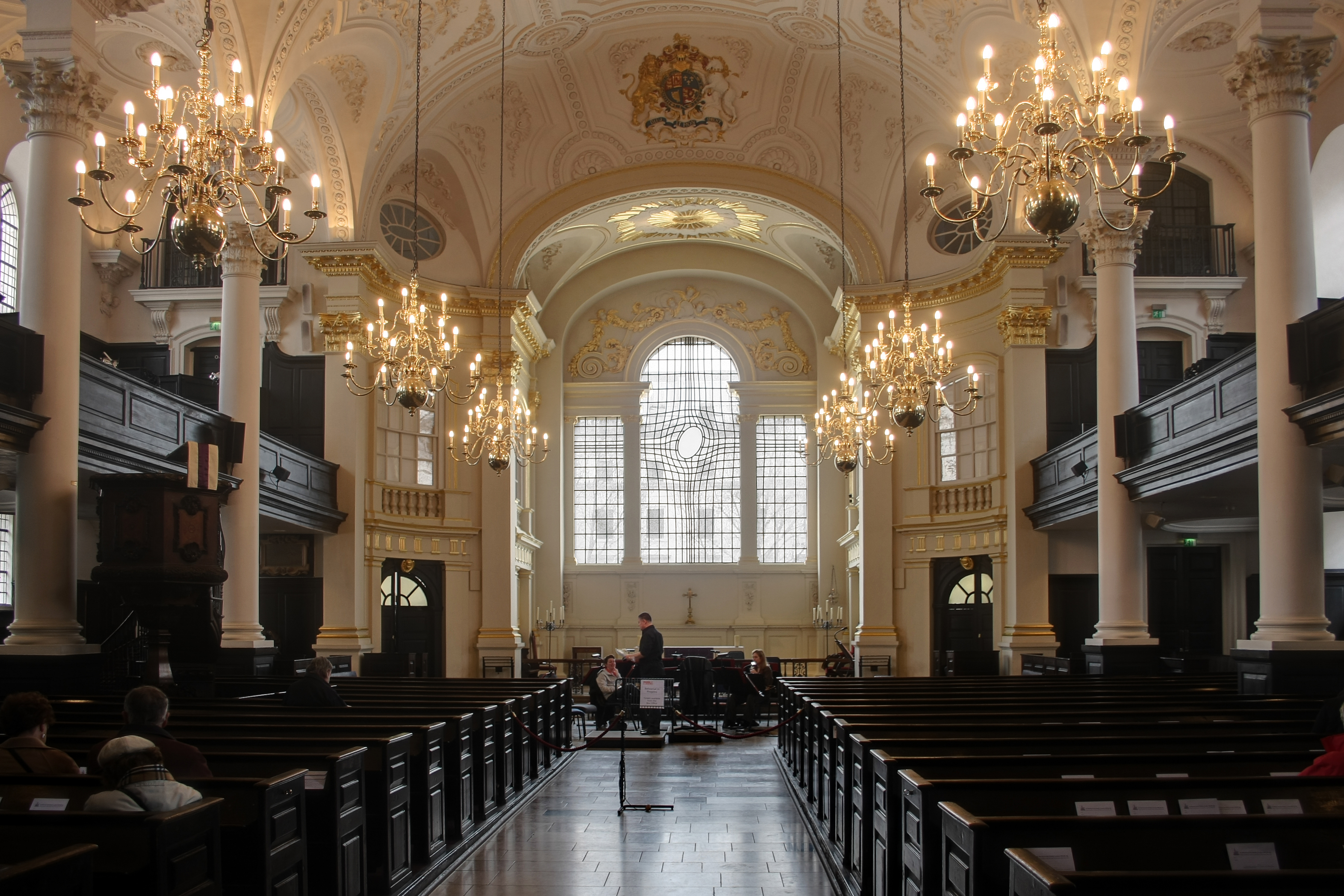
Innenansicht

Die anglikanische Kirche St Martin-in-the-Fields steht am Trafalgar Square in London. Sie wurde in den Jahren 1721 bis 1726 nach den Plänen des Architekten James Gibbs gebaut und Martin von Tours geweiht. Die Form der Fassade mit einem in den Portikus integrierten Turm galt damals als architektonische Neuheit und wurde stark kritisiert. Später wurde sie oft nachgeahmt, vor allem in den USA.

## Baugeschichte
Der 1222 erstmals genannte mittelalterliche Vorgängerbau lag bis zum Beginn des 17. Jahrhunderts buchstäblich „in den Feldern“ zwischen den Städten Westminster und London. 1542 und 1607 umgebaut und erweitert, auch vom Großen Brand von London verschont, wurde die Kirche erst von Grund auf neu gebaut, nachdem 1711 das Parlament im „Act of the 50 New Churches“ für eine Beschleunigung der sakralen Bautätigkeit in der rapide wachsenden Stadt gesorgt hatte. Der Architekt James Gibbs entwarf die zwischen März 1722 und Dezember 1724 in Portlandstein ausgeführte Kirche, die noch bis ins 19. Jahrhundert von dichter Bebauung umgeben war und sich erst nach 1820 zum damals neu angelegten Trafalgar Square öffnete. Die Baukosten beliefen sich auf £ 33.661 einschließlich des Architektenhonorars.
Das Hauptwerk des schottischen Architekten beeinflusste nicht nur die Londoner Kirchenbaukunst in der ersten Hälfte des 18. Jahrhunderts, sondern wurde vorbildlich in der ganzen angelsächsischen Welt.

## Architektur
Am erhaltenen Modell der Kirche ist die Architekturidee am deutlichsten zu erkennen: Das rechteckige Langhaus geht in das gleich dimensionierte Turmhaus über, das außen an den Längswänden, ebenso wie der Chorbereich, durch doppelte Säulenstellungen markiert wird. Wie auch an anderen Bauten hat Gibbs die wegen der Emporen zweigeschossig angeordneten Fenster mit Quadern gerahmt.
Die Kombination des Glockenturms mit der monumentalen Giebelvorhalle in Form eines antiken Tempels ist das wichtigste Merkmal dieses vielfach nachgeahmten Baus. Das Giebelprofil setzt sich über die ganze Länge des Daches fort, das allerdings durch die Balustraden auf den Traufkanten nicht in Erscheinung tritt.
Das hell durchlichtete Innere ist von schlanken korinthischen Säulen in fünf Joche und drei Schiffe gegliedert. Es wird überwölbt von einer mit weißen Stuckreliefs ornamentierten Tonne, ausgeführt von den Tessiner Stuckateuren Giuseppe Artari und Giovanni Bagutti. Der sparsame Golddekor konzentriert sich auf das Sanktuarium, der gerade Chorschluss ist von einer Serliana durchfenstert und wird von Logen für Königsfamilie und Admiralität flankiert.

## Monarchen, Admirale und arme Leute
Traditionell füllt diese Kirche in London zwei Funktionen aus:
1. Sie ist die Londoner Kirche des Königshauses, da der nahegelegene Buckingham Palace zur Kirchengemeinde von St Martin gehört.
2. St Martin’s ist auch das Gotteshaus der Admiralität, weshalb bei offiziellen Anlässen der Britischen Flotte über der Kirche die White Ensign gehisst wird, die britische Seekriegsflagge.

Weiterhin ist St Martin im Oktober jährlicher Treffpunkt der Pearlies (Marktleute aus dem East End, deren Erkennungszeichen eine Art mit Perlmuttknöpfen verzierte Uniform ist und die für wohltätige Zwecke sammeln). Hier wählen sie ihre Vorsitzenden („Pearly King & Pearly Queen“).
In St Martin-in-the-Fields sind u. a. William Hogarth, Thomas Chippendale und Joshua Reynolds begraben.
Seit der Amtszeit von Dick Sheppard als Vikar von St Martin (1914–1927) ist diese Kirche ein wichtiger Anlaufpunkt für Arme und Obdachlose.

## Sonstiges

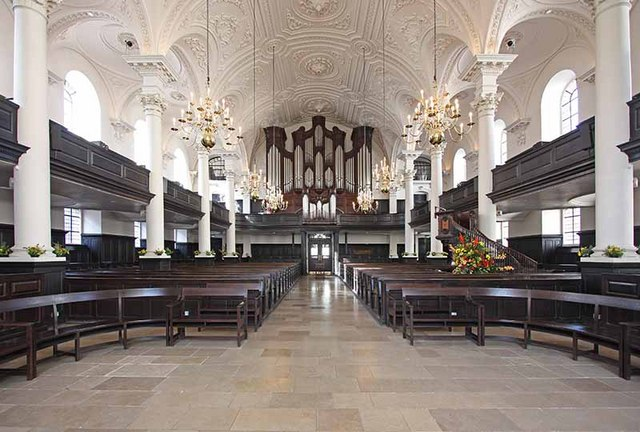
Blick durch den Kirchenraum auf die Konzertorgel

In der Kirche finden häufig Konzerte statt; zu den dort auftretenden Orchestern zählen u. a. die Academy of St Martin in the Fields und New Trinity Baroque aus den USA. In der Krypta wurde ein Café eingerichtet, in dem manchmal Jazz-Gruppen auftreten.

## Orgel
Die Orgel von St Martin wurde 1990 von dem Orgelbauer J.W. Walker & Sons erbaut. Sie hat 48 Register auf drei Manualen und Pedal und wurde als Konzertinstrument im französisch-romantischen Stil disponiert. Die Spieltrakturen sind mechanisch, die Registertrakturen elektrisch, die Koppeln wahlweise mechanisch und elektrisch. Die Orgel ist mit einer elektronischen Setzeranlage ausgestattet.
| I Positif C–c4 |                  |        |
| 1.             | Bourdon          | 8′     |
| 2.             | Prestant         | 4′     |
| 3.             | Flûte à Fuseau   | 4′     |
| 4.             | Nasard           | 2 ⁄3′  |
| 5.             | Doublette        | 2′     |
| 6.             | Quarte de Nasard | 2′     |
| 7.             | Tierce           | 1 3⁄5′ |
| 8.             | Larigot          | 1 ⁄3′  |
| 9.             | Fourniture IV    |        |
| 10.            | Cromorne         | 8′     |
|                | Tremblant        |        |

| II Grand-Orgue C–c4 |                  |     |
| 11.                 | Bourdon          | 16′ |
| 12.                 | Montre           | 8′  |
| 13.                 | Flûte Harmonique | 8′  |
| 14.                 | Bourdon          | 8′  |
| 15.                 | Prestant         | 4′  |
| 16.                 | Flûte Ouverte    | 4′  |
| 17.                 | Doublette        | 2′  |
| 18.                 | Cornet V         | 8′  |
| 19.                 | Fourniture IV    |     |
| 20.                 | Cymbale IV       |     |
| 21.                 | Trompette        | 8′  |
| 22.                 | Clairon          | 4′  |
|                     | Tremblant        |     |

| III Récit expressif C–c4 |                  |        |
| 23.                      | Diapason         | 8′     |
| 24.                      | Flûte à Cheminée | 8′     |
| 25.                      | Viole de Gambe   | 8′     |
| 26.                      | Voix Céleste     | 8′     |
| 27.                      | Prestant         | 4′     |
| 28.                      | Flûte Conique    | 4′     |
| 29.                      | Nasard           | 2 ⁄3′  |
| 30.                      | Octavin          | 2′     |
| 31.                      | Tierce           | 1 3⁄5′ |
| 32.                      | Plein Jeu V      |        |
| 33.                      | Basson           | 16′    |
| 34.                      | Trompette        | 8′     |
| 35.                      | Hautbois         | 8′     |
| 36.                      | Voix Humaine     | 8′     |
| 37.                      | Clairon          | 4′     |
|                          | Tremblant        |        |

| Pédale C–g1 |                 |     |
| 38.         | Montre          | 16′ |
| 39.         | Soubasse        | 16′ |
| 40.         | Prestant        | 8′  |
| 41.         | Bourdon         | 8′  |
| 42.         | Doublette       | 4′  |
| 43.         | Fourniture IV   |     |
| 44.         | Contra Bombarde | 32′ |
| 45.         | Bombarde        | 16′ |
| 46.         | Douçaine        | 16′ |
| 47.         | Trompette       | 8′  |
| 48.         | Chalumeau       | 4′  |
|             | Tremblant       |     |

- Koppeln: I/II, III/I, III/II, I/P, II/P, III/P